# Babayurtovsky (huyện)
Huyện Babayurtovsky (tiếng Nga: ? райо́н) là một huyện hành chính tự quản (raion), của Dagestan, Nga. Huyện có diện tích 3386 km². Trung tâm của huyện đóng ở Babayurt.